# Saint-Bresson (Haute-Saône)
Saint-Bresson é uma comuna francesa na região administrativa de Borgonha-Franco-Condado, no departamento de Alto Sona. Estende-se por uma área de 26,6 km². Em 2010 a comuna tinha 444 habitantes (densidade: 16,7 hab./km²).